# Axel Janse (gymnast)
Axel Janse, född 18 mars 1888 i Ärila, död 18 augusti 1973 i Malmö, var en svensk gymnast. Vid olympiska sommarspelen i Stockholm 1912 blev han guldmedaljör i trupptävlan, svenskt system.
Han stod modell för konstnären Karl Hultströms staty Befriaren, som står i Henry Allards park i Örebro.